# Jaime Vieira Rocha
Dom Jaime Vieira Rocha (Santa Cruz, 30 de março de 1947) é um arcebispo católico brasileiro. Desde 5 de julho de 2023, é arcebispo emérito na Arquidiocese de Natal.

## Biografia
Dom Jaime tem como lema no seu episcopado: "Scio Cui Crediti" (Sei em quem acreditei) Antes do Episcopado foi pároco de Pendências (1975-1987); Membro da Comissão Regional de CEBs (1984-1987); coordenador diocesano das CEBs; Reitor do Seminário Maior de Natal (1987-1995); vigário episcopal para as Pastorais Sociais (1993-1995); coordenador diocesano de Vocações e Ministérios; diretor espiritual do ECC. Estudou Teologia e Filosofia na Faculdade de Teologia Nossa Senhora da Assunção, atualmente integrada à Pontifícia Universidade Católica de São Paulo.
Formado também em Ciências Sociais na Universidade Federal do Rio Grande do Norte; IBRADES, Rio de Janeiro; Atualização para Formadores de Seminários, Roma.
Dom Jaime foi coordenador da Comissão Episcopal Regional de Vocações e Ministérios; Bispo da Diocese de Caicó (1996-2005).
Foi o  6º Bispo da Diocese de Campina Grande. E foi também, durante este período, delegado ao Cargo de administrador apostólico durante a vacância da diocese de Guarabira, no estado da Paraíba.
No dia 21 de dezembro de 2011 o Papa Bento XVI o nomeou Arcebispo de Natal, tomando posse em 26 de fevereiro de 2012.
No dia 26 de Fevereiro de 2012, Dom Jaime, tomou posse como 6º Arcebispo Metropolitano de Natal.
No dia 05 de julho de 2023, o Papa Francisco aceitou sua renúncia como Arcebispo Metropolitano de Natal, o que o passou à condição de emérito daquela Arquidiocese.